# Max Angst
Max Angst (3 de julio de 1921-21 de enero de 2002) fue un deportista suizo que compitió en bobsleigh en las modalidades doble y cuádruple.
Participó en los Juegos Olímpicos de Cortina d'Ampezzo 1956, obteniendo una medalla de bronce en la prueba doble. Ganó una medalla de bronce en el Campeonato Mundial de Bobsleigh de 1960.

## Palmarés internacional
| Juegos Olímpicos   | Juegos Olímpicos           | Juegos Olímpicos  | Juegos Olímpicos |
| Año                | Lugar                      | Medalla           | Prueba           |
| ------------------ | -------------------------- | ----------------- | ---------------- |
| 1956               | Cortina d'Ampezzo (Italia) | Medalla de bronce | Doble            |
| Campeonato Mundial |                            |                   |                  |
| Año                | Lugar                      | Medalla           | Prueba           |
| 1960               | Cortina d'Ampezzo (Italia) | Medalla de bronce | Cuádruple        |